# Scarface: The World Is Yours
Scarface: The World Is Yours è un videogioco modellato sullo schema di Grand Theft Auto, con massima libertà di movimento attraverso la città di Miami, basato sul film Scarface di Brian De Palma e con Al Pacino del 1983.
La versione italiana ha l'audio in inglese mentre testi, sottotitoli e schermate sono tradotte in italiano.

## Storia
Il gioco inizia esattamente poco prima della fine del film: Tony, assediato dai sicari di Alejandro Sosa, si appresta a difendere la sua enorme villa, armato di M16 e pronto a tutto. Se nel film originale Tony muore per mano di un killer professionista, The Skull, che lo fucila alle spalle mentre inveisce contro i nemici, nel gioco invece riesce ad uccidere gran parte dei sicari (incluso The Skull) e a fuggire. Ma ormai il suo impero è polverizzato, perché i suoi principali nemici (vale a dire Sosa, Nacho Contreras, i fratelli Diaz e Gaspar Gomez) si sono impossessati di tutti i suoi territori, le sue attività e i suoi negozi.
In una casetta fuori città, Tony è distrutto per quello che è successo ed è pieno di rimorso per essere stato responsabile delle morti di sua sorella Gina e del suo grande amico Manny, e giura di non assumere più cocaina e di vendicarsi su Sosa; dovrà a tal scopo ripartire da zero, con la villa semidistrutta e da riscattare corrompendo agenti della DEA. Da questo punto in poi, Tony (o meglio, il giocatore che ne guida le azioni) dovrà svolgere incarichi sempre più remunerativi e impegnativi al fine di riconquistare la totalità della città di Miami.
Per prima cosa, Tony si reca al Babylon Club per contattare il suo ex-avvocato George Sheffield, offrendogli di lavorare per lui, accettando ma a costo più alto; uscendo, trova Agenti della DEA che gli dicono che per riavere la sua villa sequestrata deve pagare una cauzione di 10.000 $. Tony così si reca da Felix, un suo vecchio amico e conoscente, che lo informa della situazione dopo che Tony è scomparso: i vari signori del crimine stanno lottando per avere ciò che rimane dell'Impero di Tony e Gaspar Gomez rende i prezzi della droga troppo alti alzando la tensione tra le gang locali. Così, dopo essersi recato da Coco, l'amica di Felix, Tony riesce a racimolare i 10.000 dollari necessari vendendo un po' di droga, e riottiene la sua villa dalla DEA.
Una volta tornato alla villa, Tony telefona a Felix per sapere dei movimenti di Gaspar, venendo a sapere che quest'ultimo ha portato un camion contenente denaro; si reca quindi al suo hotel, e ivi si fa strada tra i suoi scagnozzi, ma alla fine trova non lui ma solo il capo della sua sicurezza, che dopo averlo sconfitto butta giù da un balcone. Dopodiché Tony si reca nel parcheggio dove ruba il camion blindato e lo guida fino a Downtown verso la banca (venendo chiamato da Gaspar durante la traversata con un telefono satellitare). Arrivato in banca, Tony va a trovare il suo vecchio banchiere, Jerry, che nel frattempo è diventato direttore, facendo un accordo per riaprire il conto bancario di Tony e negoziare il tasso di interesse su ogni deposito: in tal modo può cominciare a comprare i vari negozi di Little Havana, espandendo il suo impero. Una volta pronto a prendere il controllo di Little Havana, Tony viene aggredito al Babylon Club da dei sicari mandati dai fratelli Diaz, che hanno assassinato la madre di Tony. Infuriato, Tony va al Diaz Motors (prima noto come "Lopez Motors" dove Tony aveva comprato la sua Cadillac e mosso i primi passi nel mondo del crimine) per massacrare con una motosega i fratelli Diaz: una volta ucciso Edgar, Tony insegue Alfonso, che è scappato in auto, e lo elimina facendogli saltare in aria la macchina.
Tony viene successivamente contattato da Pablo, un associato di Sheffield, il quale gli comunica di avere informazioni riguardanti la sua moglie Elvira e di avergli organizzato un incontro per rivederla. L'appuntamento però si rivela una trappola, dalla quale Tony riesce comunque a salvarsi, e dopo aver ucciso Pablo comprende che Sheffield si è schierato contro di lui. Pianificando di prendere possesso di Downtown, Tony conosce "Sandman", un signore della droga che possiede una produzione di cocaina nelle isole caraibiche nel sud di Miami; i due, forti del comune astio per Sosa, si accordano così che Tony venda la sua merce al fine di rovinare il business di Sosa. Tony conosce anche Venus, l'ex-fidanzata di Sandman, che gli chiede di sbarazzarsi del proprietario di un casinò situato in una petroliera in disarmo, poiché egli assassina donne e getta i loro corpi fuoribordo. Tony scopre che l'uomo in questione è Nacho Contreras, quindi si reca al casinò e lo uccide facendolo divorare da uno squalo.
In seguito Tony mira a prendere possesso di South Beach e di North Beach, entrambe controllate da Gomez, mentre Sandman invece pianifica di entrare in conflitto con i signori della droga colombiani. Questi ultimi però riescono intercettare il piano di Sandman e attaccano la sua piantagione. Dopo aver protetto Sandman, Tony si reca sull'isola di Tranquilandia, dove viene fabbricata la droga di Sandman, per eliminare i colombiani rimasti e liberare gli ostaggi. Al suo rientro, Sandman decide di ritirarsi dagli affari affidando a Tony la sua piantagione e produzione, rendendolo così un potente signore della droga e permettendogli di andare ad affrontare Sosa, che si trova in Bolivia.
Alla sua villa, Sosa discute con Sheffield e con Gomez un piano per eliminare Tony una volta per tutte. Improvvisamente Villa Sosa viene assediata proprio da Tony, che riesce a farsi strada uccidendo gli uomini della sicurezza, Sheffield e Gomez. Rimasto solo con Tony, Sosa gli ricorda di averlo avvertito di non sfidarlo, riferendosi all'assassino del giornalista che Tony aveva impedito. Tony gli dice di averlo fatto perché nella vettura c'erano dei bambini innocenti e di non averli sulla coscienza. Quando Sosa ribatte che a volte nel suo mestiere anche i bambini devono morire, il furibondo Tony uccide Sosa.
Il gioco finisce con Tony che si rilassa nella sua jacuzzi in compagnia di Venus, e servito da un uomo di Sosa sopravvissuto all'assedio, che aveva accettato di lavorare come suo maggiordomo pur di aver la salva vita.

## Meccaniche di gioco
Il gioco presenta componenti particolari, tra i quali, il modo di trattare affari, gestito da un sistema originale che riproduce la tensione nel giro della malavita; se si tira troppo la corda (tenendo premuto troppo il tasto apposito per le trattative) si rischia di mandare all'aria la trattativa. Questo comporta, nel caso di uno spacciatore o di un narcotrafficante, reazioni negative variabili dalla semplice rissa allo scontro armato. Nel caso di trattativa con un bancario per riciclare i soldi sporchi derivanti dal narcotraffico, i soldi verranno depositati in banca ad interessi molto più alti. Innovativa anche la possibilità di riempire il misuratore di "palle", compiendo azioni pericolose o affrontando verbalmente degli intimidatori (o band rivali), ottenendo così la possibilità di attivare la modalità "rabbia cieca": in questa modalità il giocatore è invulnerabile, ha munizioni infinite e recupera energia per ogni nemico ucciso. Tale modalità è di durata variabile, ma sempre limitata.

## Ambientazione
Il gioco è ambientato nella Miami degli anni ottanta, fedelmente ricostruita e liberamente esplorabile in lungo e in largo a bordo di una cinquantina di automezzi e una ventina di barche, da rubare ai passanti o da farsi consegnare dagli scagnozzi (letteralmente acquistabili su di un catalogo apposito). Si possono usare svariate armi. Sostanzialmente l'atmosfera del videogioco è molto simile a GTA: Vice City, tranne per le funzioni innovative e per la trama.
La villa di Tony è posta su un'isola collegata a Little Havana (prima zona della città accessibile) da una piccola stradina. A parte la villa di Tony, la città è divisa in altre quattro macro-zone:
- Little Havana

Little Havana è un quartiere di dimensioni relativamente piccole, composto perlopiù da immigrati cubani (da cui proviene lo stesso Tony). Qui vivono delinquenti generici, ladri, spacciatori e tossicodipendenti, oltre a qualche trafficante d'armi di piccolo calibro. Questo quartiere è controllato dalle gang dei fratelli Diaz.
- Downtown

Tramite un ponte, da Little Havana si passa a Downtown, una delle zone più ricche della città. Qui sfrecciano su larghe strade e davanti a lussuosi edifici moderni scintillanti auto signorili o agili macchine sportive da corsa. In questa zona è presente la sede centrale della banca, dove lavora il direttore, e il Babylon Club, uno dei migliori e più richiesti locali di Miami, che diventerà di proprietà di Tony. Vi è anche l'ufficio dell'avvocato di fiducia di Tony nonché suo consigliere per le attività "di facciata".
- North Beach

Attraverso una specie di tangenziale si arriva, passata la zona industriale, a North Beach, la più ricca (assieme a Downtown) delle zone della città. Una grande sede bancaria e numerosi edifici come una gioielleria ed un club di tendenza, oltre a giardinetti e grandi edifici, sono dislocati in tutta la città. Non è raro passare accanto a lunghissime limousine e a lussuose fuoriserie.
- South Beach

Proseguendo per la tangenziale, ecco South Beach, zona certamente più modesta, richiamo balneare ricco di alberghi a basso costo. È qui che nel film viene ucciso l'amico di Tony dai colombiani con una motosega (cosa che viene ripresa dal videogioco con l'omicidio dei fratelli Diaz per mano di Tony che utilizza, per l'appunto, una motosega).
Il gioco si sposta anche sulle macchie di isole poste a sud di Miami, i cui mari pullulano di narcotrafficanti dotati di barche con fucili integrati. Vi sono anche numerosi squali (non è raro venire uccisi da uno di loro se ci si spinge al largo). Qui Tony dovrà combattere con le gang insediate sulle isole, perlopiù composte di sottogruppi delle altre gang, che contando sul numero piuttosto che sull'equipaggiamento bellico. Gli isolotti sono ricchi di stradine secondarie, di coste abbandonate e di edifici in disuso e decadenza. La polizia non ha influenza in questi luoghi, per cui sono ottimi per nascondersi. Su una delle isole è presente una piantagione di proprietà di Tony.

## Personaggi
- Antonio "Tony" Montana: Protagonista del gioco e del film. È un ex-immigrato Cubano diventato signore della droga prima sotto Frank Lopez, per poi prenderne il controllo. Soprannominato Scarface ("faccia sfregiata") a causa di una evidente cicatrice sul volto. "Il mondo è tuo, chico, devi solo prenderlo per le palle"
- Manolo "Manny" Ribeira: migliore amico di Tony, spesso citato con nostalgia e rimorso in quanto è morto a causa di Tony; "Vorrei che Manolo fosse qui, mi dispiace Manny, ho rovinato tutto"
- Gina Montana: La sorella di Tony, a cui era molto affezionato, anche lei solo menzionata da Tony dato che è morta nell'assalto di Sosa alla villa di Tony "Gina?Ti voglio bene Gina, sei il mio angelo custode ora, prenditi cura di me, sorellina"
- George Sheffield: Ex-avvocato di Tony, è il miglior avvocato a Miami e prima lavora per lui per poi passare dalla parte di Sosa e Gaspar Gomez. Viene ucciso da Tony nella villa di Sosa
- Elvira Hancock: Ex-moglie di Tony, spesso citata, non si vede mai nel gioco, viene menzionata come trappola per Tony da Shieffeld.
- Alejandro Sosa: Ex-socio di Tony nel traffico di cocaina e ora suo acerrimo nemico, telefona diverse volte Tony durante il gioco provocandolo. "Vedi, Tony, quando muovi 50 chili al mese è imperativo uccidere dei bambini!"
- Gaspar Gomez: Antagonista di rilievo nella storia. Possiede Miami Nord e Sud e lavora insieme a Sosa.
- Nacho "El Gordo" Contreras: Antagonista di secondo piano. Soprannominato "El Gordo" (il grosso) a causa del suo evidente sovrappeso e la sua "ingordigia" di soldi.
- Edgar e Alfonso Diaz: Antagonisti di secondo piano. Vengono uccisi da Tony con una motosega dopo che hanno mandato assassini a uccidere la madre di Tony.
- Sandman: Un uomo d'affari misterioso che dirige le coltivazioni di cocaina e marijuana nelle sue isole a sud di Miami, propone a Tony di aiutarlo per aver vendetta su Sosa.
- Frank Lopez: Ex-capo di Tony e manager della droga. Ucciso dopo aver tentato alla vita di Tony. Nel gioco viene solo menzionato e appare il concessionario "Lopez Motors" rinominato a "Diaz Motors" dove Tony ha acquistato la sua Cadillac. "Frank? Se mi senti mi dispiace, amico, ma avevi torto"

## Doppiaggio
- André Sogliuzzo: Tony Montana
- Robert Davi: Alejandro Sosa
- Cheech Marin: Gaspar Gomez
- James Woods: George Sheiffield
- Michael York: Jerry
- Robert Loggia: Narratore

Voci secondarie: Steven Bauer, Kevin Dillon, Ice-T, Anthony Anderson, Tommy Chong, Jay Mohr, Ricky Gervais, Pitbull, B-Real, Oliver Platt, Robert LaSardo, Headcat, Tommy Lee, Michael Rapaport, Bai Ling, Miguel Sandoval, Rodrigo Santoro, Michael Rooker, Rick Yune, Tony Plana, Glenn Plummer, Amanda Righetti, Willa Holland e molti altri.

## Compatibilità
La versione per Xbox è compatibile con la console Xbox 360.

## Armi
Il sistema d'armi e molto simile a quello delle serie di Grand Theft Auto. Come in questa serie, le armi sono divise in categorie e non è possibile portare al contempo due armi della stessa categoria, a parte l'M79 e il bazooka. Tuttavia è presente una comoda opzione di "armadietto" (presente nel baule delle auto o nella villa di Tony) che permette di scambiare le armi "di riserva" e quelle attuali.
In aggiunta all'armamento è stata inserita un'opzione di potenziamento di varie caratteristiche (potenza di fuoco, capacità del caricatore, velocità di fuoco, miglioramento mira, componenti extra come silenziatori e lanciagranate).
Armi corpo a corpo
- Tubo
- Machete
- Motosega

Pistole
- .380 ACP Walther PPK
- .45 ACP Colt M1911
- .50 AE IMI Desert Eagle

Fucili a canna liscia
- Calibro 12 Remington 870

Pistole mitragliatrici
- 9 mm Parabellum IMI Uzi
- 9 mm Parabellum MAC-10

Fucili d'assalto
- 7,62 × 39 mm AK-47
- 5.56 x 45 mm M16 Arma preferita da Tony

Mitragliatrici leggere
- 5.56 x 45 mm FN Minimi

Fucili con mirino telescopico 
- 7,62 × 51 mm Heckler & Koch PSG1

Lanciagranate 
- 40 mm Lanciagranate M79

Lanciarazzi
- Bazooka
- Lanciagranate M202 arma sperimentale, si sblocca al livello di reputazione 7

## Produzione
- Al Pacino ha lavorato a stretto contatto con i produttori rifiutando però di doppiare il suo personaggio, suggerendo Andrè Sogliuzzo come doppiatore.
- Gli sviluppatori hanno chiesto a Oliver Stone, lo sceneggiatore di Scarface di lavorare sul gioco, ma lui rifiutò, la sceneggiatura del videogioco è stata scritta da David McKenna.

## Colonna sonora
Alla creazione della colonna sonora del videogioco partecipò il rapper B-Real.